# Ligne 16 du métro de Hangzhou
 (janvier 2020).
Le contenu est difficilement compréhensible vu les erreurs de traduction, qui sont peut-être dues à l'utilisation d'un logiciel de traduction automatique.
La ligne 16 du métro de Hangzhou (chinois: 杭州地铁16号线), également connu sous le nom Ligne interurbaine Hangzhou-Lin'an (chinois: 杭州-临安城际铁路) ou Ligne Hanglin (chinois: 杭临线) , est une ligne de métro de Hangzhou qui relie le centre-ville Hangzhou et la district de Lin'an. La ligne a 35.12 km de longueur, comprend 12 stations dont 4 stations sont surélevées,,. La ligne a ouvert le 23 avril 2020, avec la Ligne 5.

## Caractéristiques

### Liste des stations
| Route | Nom de la station | Nom de la station                                    | Nom de la station        | Correspondances | Quartier | Date d'ouverture |
| Route | Chinois           | Français                                             | Anglais                  | Correspondances | Quartier | Date d'ouverture |
| ----- | ----------------- | ---------------------------------------------------- | ------------------------ | --------------- | -------- | ---------------- |
|       |                   |                                                      |                          |                 |          |                  |
| ●     | 九州街            | Rue Jiuzhou                                          | Jiuzhou Street           |                 | Lin'an   | 23 avril 2020    |
| ●     | 临安广场          | Place de Lin'an                                      | Lin'an Square            |                 | Lin'an   | 23 avril 2020    |
| ●     | 农林大学          | Université d'agriculture et sylviculture du Zhejiang | Zhejiang A&F University  |                 | Lin'an   | 23 avril 2020    |
| ●     | 青山湖            | Lac Qingshan                                         | Qingshanhu               |                 | Lin'an   | 23 avril 2020    |
| ●     | 八百里            | Babaili                                              | Babaili                  |                 | Lin'an   | 23 avril 2020    |
| ●     | 青山湖科技城      | Ville de science et technologie de Qingshanhu        | Qingshanhu Sci-Tech City |                 | Lin'an   | 23 avril 2020    |
| ●     | 南峰              | Nanfeng                                              | Nanfeng                  |                 | Yuhang   | 23 avril 2020    |
| ●     | 南湖              | Nanhu                                                | Nanhu                    |                 | Yuhang   | 23 avril 2020    |
| ●     | 中泰              | Zhongtai                                             | Zhongtai                 |                 | Yuhang   | 23 avril 2020    |
| ●     | 禹航路            | Rue Yuhang                                           | Yuhang Road              |                 | Yuhang   | 23 avril 2020    |
| ●     | 凤新路            | Rue Fengxin                                          | Fengxin Road             |                 | Yuhang   | 23 avril 2020    |
| ●     | 绿汀路            | Chemin Lyuting                                       | Lvting Road              | 3 5             | Yuhang   | 23 avril 2020    |
|       |                   |                                                      |                          |                 |          |                  |